# Matthias Anton

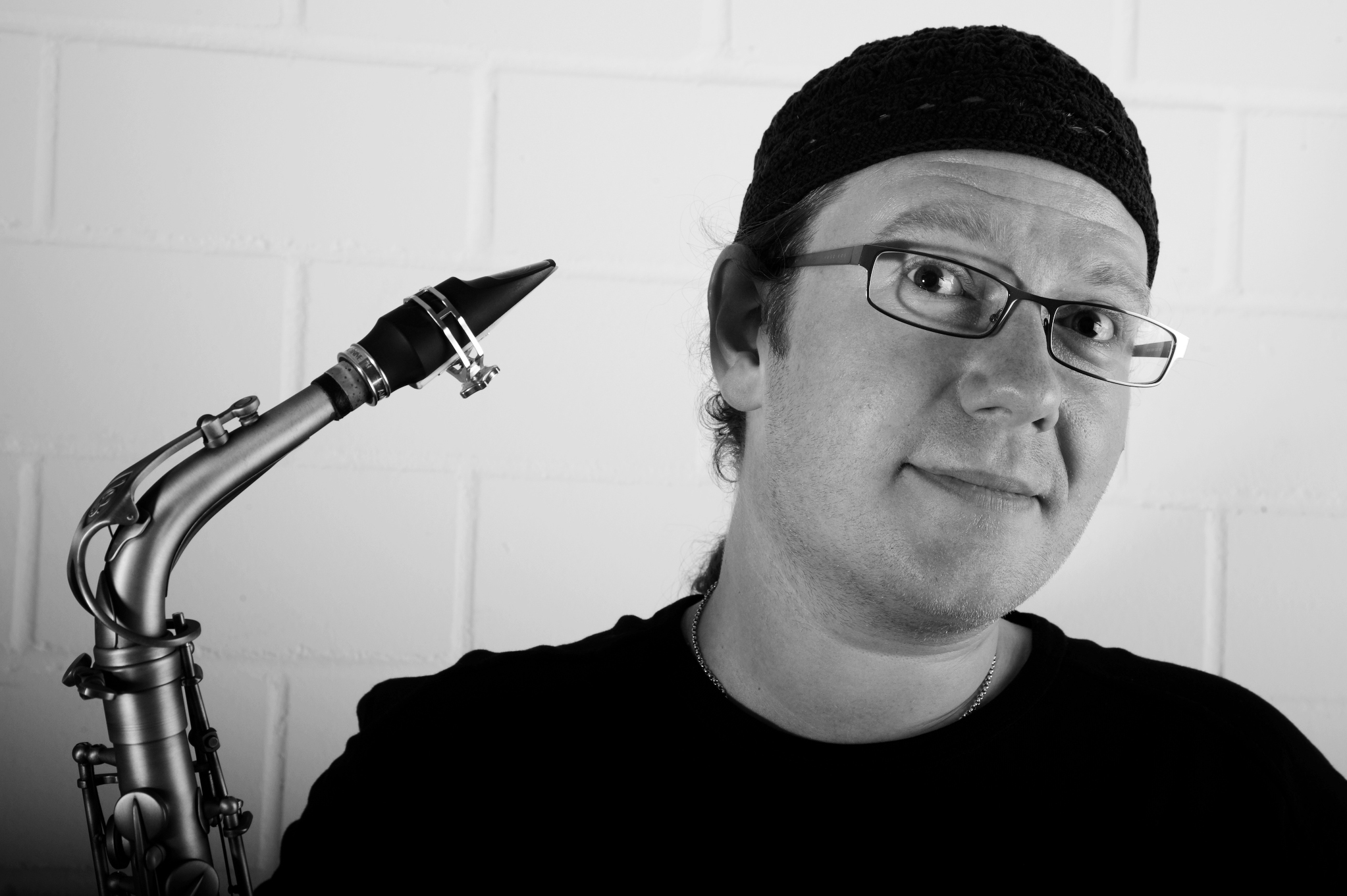
Matthias Anton

Matthias Anton (* 27. Mai 1979 in Filderstadt) ist ein deutscher Saxophonist und Hochschullehrer.

## Leben und Wirken
Anton wuchs in Trossingen auf, begann im Alter von sieben Jahren Mundharmonika und Klavier zu spielen und wurde an der dortigen Jugendmusikschule und von Privatlehrern unterrichtet. Seine Leidenschaft zum Saxophon entdeckte er im Alter von zwölf Jahren durch seinen Vater und Großvater, die beide auch Saxophon spielten. Er erhielt Privatunterricht von Elmar Schäfer (1991–1996) und von Tom Timmler (1996–1998). Martin Kneer holte ihn in die Bigband und die Combo des Trossinger Gymnasiums; parallel absolvierte er ein Vorstudium an der Hochschule Trossingen als Vorstudent im Bereich Jazz und Popularmusik mit Hauptfach Klavier. Nach dem Abitur 1998 studierte er bis 2002 Saxophon an der Musikhochschule Mannheim bei Jürgen Seefelder und machte dort sein Diplom. Es folgte 2002–2005 ein KA-Studium an der Musikhochschule Stuttgart bei Bernd Konrad.
Im Bundesjazzorchester spielte Anton von 1999 bis 2003 als Lead-Altist und leitete das Orchester kurzzeitig (Oktober 2003) in Vertretung für Peter Herbolzheimer bei zwei Konzerten mit WDR-Mitschnitt. Zuvor gehörte er zum LandesjugendJazzOrchester BW als Lead Altist (1997–99). 
Seit Ende der 1990er Jahre spielte Anton in der Formation Keechero (1998–2001), 2002–2005 mit eigenem Quartett, ferner in den Projekten Zabblphilipp (mit Philipp Moehrke, 2001–06), Playstation (mit Patrick Müller, 2002–07) sowie Duo-Projekten mit Philipp Moehrke (seit 2006), Patrick “Paco” Müller (seit 2007), Peter Hastedt (gregoreanische Improvisationenen für Saxophon & Orgel) und Hans-Günther Kölz “Voyage” (seit 2010). Außerdem spielte er in der Glenn Miller Big Band, Swing Time Big Band, Big Band Convention, Summit Orchestra und der HP Ockert Big Band.
Seit 2007 leitet er die Matthias Anton Group; ferner ist er künstlerischer Leiter der Reihe K3 (seit 2006), Initiator der Begegnung BundesJazzOrchester meets Musikhochschule Trossingen (seit 2007), künstlerischer Leiter und Komponist von Agathe’s Diary (Freischütz meets Black Raider – ein Projekt der Musikhochschule Trossingen). Er war auch künstlerischer Leiter des 4. Jazz-Gipfel der Konstanzer Gymnasien 2009 bzw. der Konzertreihe „Jazz am Neckar“ für die Landesgartenschau Villingen-Schwenningen 2010. Weiterhin ist er seit 2020 künstlerischer Leiter und Bandleader der Bosch Big Band.
Seit 2005 war Anton zudem Dozent für Saxophon an der Staatlichen Hochschule für Musik Trossingen; seit dem Sommersemester 2021 ist er dort als Professor für Saxofon und Bigband-Leitung tätig.

## Familie
Anton ist ein Enkel des Schriftstellers Herbert Walz. Der Soziologe Andreas Anton ist sein jüngerer Bruder.

## Preise und Auszeichnungen
1997 erhielt Anton den Outstanding Musician Award und ein Stipendium für das Berklee College of Music. Mit der Band „Keechero“ wurde er 1999 mit dem ersten Bundespreis bei Jugend jazzt ausgezeichnet und wurde Mitglied durch „Keechero“ in der Menuhin Stiftung als erste Jazzband überhaupt. 2007 war er Finalist des Yamaha Saxophon Contest und wurde 2008 mit dem ersten Preis beim Jazzfestival Sibiu Contest ausgezeichnet. 2009 erhielt er den Blue Genius-Publikumsaward beim 5. Internationalen Medienfestival VS-Villingen.

## Diskografie (Auswahl)
- Marika Jetelina, Timea Djerdj, Astrid Naegele, Matthias Anton: Four Faces (1998)
- Keechero “The Köln Session” (1999)
- Keechero “Playing Standarts” (2000)
- Claudia & Philipp Moehrke “Family Affairs” (2002)
- Changes 2002 “Time Remembered” (2003)
- Zabblphilipp “Live” (2004)
- Matthias Anton Quartett “Calling a Friend” (2004, mit Michael Wollny, Eva Kruse, Kai Bussenius)
- Zabblphilipp “Bum Bäng Dängeläng” (2004)
- Playstation (2006)
- Matthias Anton & Philipp Moehrke “Over the Rainbow” (2006)
- Matthias Anton & Patrick “Paco” Müller “Elemente” (2007)
- Matthias Anton Group “Live” (2007)
- Matthias Anton & Philipp Moehrke “Memories” (2008)
- The Alvin Mills Project “Keep Your Head to the Sky” (2009)
- Matthias Anton Group “Suite No.1” (2012)
- Matthias Anton & Hans-Günther Kölz: Songbook (Chaos/Bauer Studios 2016)

## Notenveröffentlichungen
- Improvisations Concepts “alto sax” (Philipp Moehrke / bearbeitet von Matthias Anton) AMA Verlag
- “memories” (Matthias Anton & Philipp Moehrke) AMA Verlag
- “Footprints” (Matthias Anton & Hans-Günther Kölz) Verlag Tastenzauber
- “Postcards” (Matthias Anton & Hans-Günther Kölz) Verlag Tastenzauber
- “Préludes” (Hans-Günther Kölz & Matthias Anton) Musikverlag Jetelina

## Lexikalische Einträge
- Jürgen Wölfer: Jazz in Deutschland. Das Lexikon. Alle Musiker und Plattenfirmen von 1920 bis heute. Hannibal, Höfen 2008, ISBN 978-3-85445-274-4.